# Aerion Corporation
Aerion Corporation var en amerikansk flygplanstillverkare med säte i Reno, Nevada. Företaget grundades 2003 av affärsmannen Robert Bass (född 1948) från Fort Worth.

## Historik
Aerion presenterade 2004 först ett projekt för det tvåmotoriga överljudsplanet Aerion SBJ för 8–12 passagerare, Projektet Aerion SBJ ersattes 2014 av ett projekt för det större Aerion AS2.

## Aerion AS2
Huvudartikel: Aerion AS2
Företaget var centrerat kring utveckling och tillverkning av det tremotoriga affärsflygplanet AS2 för 12 passagerare, som planeras ha en marschhastighet på Mach 1,4 och en räckvidd på 7.780 kilometer. Premiärflygning är planerad till 2024.[Uppdatering behövs]

## Samarbetspartners
Aerion var från september 2014 samarbetspartner till Airbus för AS2-projektet. I december 2017 blev i stället Lockheed Martin samarbetspartner. I början av 2019 slöts i stället ett samarbetsavtal med Boeing.
General Electric har med början 2017 utvecklat överljudsmotorn General Electric Affinity för AS2. Den är inte försedd med efterbrännkammare.

## Nytt huvudkontor och fabriksanläggning
Aerion påbörjade 2021 anläggning av ett nytt huvudkontor samt av en fabriksanläggning i Melbourne i Florida, vid Orlando Melbourne International Airport. Anläggningen planeras vara klar 2023.
[uppföljning saknas]